# 22-XX
Classificazione delle ricerche matematiche: sezioni di livello 1

00-XX 01 03 05 06 08 | 11 12 13 14 15 16 17 18 19 20 22 | 26 28 30 31 32 33 34 35 37 39 40 41 42 43 44 45 46 47 49 | 
 51 52 53 54 55 57 58 | 60 62 65 68 | 70 74 76 78 | 80 81 82 83 85 86 | 90 91 92 93 94 97-XX
In matematica 22-XX è la sigla della sezione primaria dello schema di classificazione MSC dedicata ai gruppi topologici e ai gruppi di Lie.
Questa pagina presenta la struttura ad albero delle sue sottosezioni secondarie e terziarie.

## 22-XX
gruppi topologici, gruppi di Lie
{per i gruppi di trasformazioni, vedi 54H15, 57Sxx, 58-XX; per l'analisi armonica astratta, vedi 43-XX}
- 22-00 opere di riferimento generale (manuali, dizionari, bibliografie ecc.)
- 22-01 esposizione didattica (libri di testo, articoli tutoriali ecc.)
- 22-02 presentazione di ricerche (monografie, articoli di rassegna)
- 22-03 opere storiche {!va assegnato almeno un altro numero di classificazione della sezione 01-XX}
- 22-04 calcolo automatico esplicito e programmi (non teoria della computazione o della programmazione)
- 22-06 atti, conferenze, collezioni ecc.

## 22Axx
sistemi algebrici topologici
{per anelli topologici e campi topologici, vedi 12Jxx, 13Jxx, 16W80}
- 22A05 struttura dei gruppi topologici generali
- 22A10 analisi dei gruppi topologici generali
- 22A15 struttura dei semigruppi topologici
- 22A20 analisi sui semigruppi topologici
- 22A22 gruppoidi topologici (inclusi i gruppoidi differenziabili ed i gruppoidi di Lie) [vedi anche 58H05]
- 22A25 rappresentazioni dei gruppi topologici generali e dei semigruppi topologici generali
- 22A26 semireticoli topologici, reticoli topologici e loro applicazioni [vedi anche 06B30, 06B35, 06F30]
- 22A30 altri sistemi algebrici topologici e loro rappresentazioni
- 22A99 argomenti diversi dai precedenti, ma in questa sezione

## 22Bxx
gruppi Abeliani localmente compatti (gruppi LCA)
- 22B05 proprietà generali e struttura dei gruppi LCA
- 22B10 struttura di gruppo algebrico dei gruppi LCA
- 22B99 argomenti diversi dai precedenti, ma in questa sezione

## 22C05
gruppi compatti
- 22C05 gruppi compatti
- 22C99 argomenti diversi dai precedenti, ma in questa sezione

## 22Dxx
gruppi localmente compatti e loro algebre
- 22D05 proprietà generali e strutturali dei gruppi localmente compatti
- 22D10 rappresentazioni unitarie dei gruppi localmente compatti
- 22D12 altre rappresentazioni dei gruppi localmente compatti
- 22D15 algebre di gruppo per gruppi localmente compatti
- 22D20 rappresentazioni delle algebre di gruppo
- 22D25 C*-algebre e W*-algebre derivanti dalla rappresentazioni di gruppi [vedi anche 46Lxx]
- 22D30 rappresentazioni indotte
- 22D35 teoremi di dualità
- 22D40 teoria ergodica sui gruppi [vedi anche 28Dxx]
- 22D45 gruppi di automorfismi di gruppi localmente compatti
- 22D99 argomenti diversi dai precedenti, ma in questa sezione

## 22Exx
gruppi di Lie
{per la topologia dei gruppi di Lie e gli spazi omogenei, vedi 57Sxx, 57Txx; per teoremi di analisi, vedi 43A80, 43A85, 43A90}
- 22E05 gruppi locali di Lie [vedi anche 34-XX, 35-XX, 58H05]
- 22E10 proprietà generali e struttura dei gruppi di Lie complessi [vedi anche 32M05]
- 22E15 proprietà generali e struttura dei gruppi di Lie reali
- 22E20 proprietà generali e struttura degli altri gruppi di Lie
- 22E25 gruppi di Lie nilpotenti e risolubili
- 22E27 rappresentazioni di gruppi di Lie nilpotenti e risolubili (integrali orbitali speciali, rappresentazioni non di tipo I ecc.)
- 22E30 analisi sui gruppi di Lie reali e complessi [vedi anche 33C80, 43-XX]
- 22E35 analisi sui gruppi di Lie p-adici
- 22E40 sottogruppi discreti di gruppi di Lie [vedi anche 20Hxx, 32Nxx]
- 22E41 coomologia continua [vedi anche 57R32, 57Txx, 58H10]
- 22E43 struttura e rappresentazioni del gruppo di Lorentz
- 22E45 rappresentazioni dei gruppi Lie e dei gruppi algebrici lineari sopra campi reali: metodi analitici {per la teoria puramente algebrica, vedi 20G05}
- 22E46 gruppi di Lie semisemplici e loro rappresentazioni
- 22E47 rappresentazioni dei gruppi di Lie e dei gruppi algebrici reali: metodi algebrici (moduli di Verma ecc.) [vedi anche 17B10]
- 22E50 rappresentazioni dei gruppi di Lie e dei gruppi algebrici lineari sopra campi locali [vedi anche 20G05]
- 22E55 rappresentazioni dei gruppi di Lie e dei gruppi algebrici lineari sopra campi globali ed anelli di adeli [vedi anche 20G05]
- 22E57 programma geometrico di Langlands: aspetti di teoria delle rappresentazioni [vedi anche 14D24]
- 22E60 algebre di Lie di gruppi di Lie {per la teoria algebrica delle algebre di Lie, vedi 17Bxx}
- 22E65 gruppi di Lie di dimensione infinita e loro algebre di Lie [vedi anche 17B65, 58B25, 58H05]
- 22E66 analisi sui e rappresentazioni dei gruppi di Lie infinito-dimensionali
- 22E67 gruppi a maglia?di loop e costruzioni collegate, trattamento gruppale [vedi anche 58D05]
- 22E70 applicazioni dei gruppi di Lie alla fisica; rappresentazioni esplicite [vedi anche 81R05, 81R10]
- 22E99 argomenti diversi dai precedenti, ma in questa sezione

## 22Fxx
gruppi di trasformazioni non compatte
- 22F05 teoria generale delle azioni di gruppi e pseudogruppi {per le proprietà topologiche di spazi con un'azione, vedi 57S20}
- 22F10 misurabili gruppo azioni [vedi anche 28Dxx e 22D40]
- 22F30 spazi omogenei {per azioni generali su varietà o preservanti le strutture geometriche, vedi 57M60, 57Sxx; per sottogruppi discrete di gruppi di Lie, vedi specialmente 22E40}
- 22F50 gruppi come automorfismi di altre strutture
- 22F99 argomenti diversi dai precedenti, ma in questa sezione